# Caspar Füger el Joven
Caspar Füger, el Joven, en alemán: Kaspar Füger der Jüngere, (Dresde, c. 1561-Dresde, 27 de julio de 1617) fue un compositor alemán y Kreuzkantor, es decir, maestro de capilla de la Iglesia de la Santa Cruz de Dresde.

## Biografía
Nació en Dresde, hijo de Caspar Füger, el Viejo, predicador luterano de la corte de la duquesa Catalina de Sajonia en Torgau en ese momento. El Viejo también fue un compositor reconocido. Asistió a la escuela Fürstenschule de Meissen desde 1575, donde aprendió música con Wolfgang Figulus, y estudió en la Universidad de Leipzig a partir de 1581. En 1583 se trasladó a la Universidad de Wittenberg, donde adquirió el grado académico de Maestro en Filosofía en 1584.
De 1585 a 1586 fue cantor en la Iglesia de la Santa Cruz de Dresde y tercer maestro en la escuela Kreuzschule de Dresde. Como luterano, se opuso a las aspiraciones calvinistas predominantes y fue despedido. Cuando los calvinistas fueron expulsados en 1591, asumió el cargo de vicedirector de la Kreuzschule y fue nombrado diácono alrededor de 1605 en la Iglesia de la Santa Cruz.

## Obra
Solo ha sobrevivido una obra de Füger: la colección Christian Verß und Gesenge, Lateinisch und Deutsch [Canto y verso cristiano, latín y alemán] publicada por su padre en 1580, que consta de tres canciones polifónicas compuestas por el hijo.